# Minush Jero
Minush Jero, właśc. Emin Masar Jero (ur. 27 czerwca 1932 w Skele k. Wlory, zm. 28 marca 2006 w Durrës) – albański dramaturg i reżyser teatralny.

## Życiorys
Syn Masara i Pertefy. Ukończył szkołę wojskową, ale w 1960 odszedł z armii i rozpoczął studia z zakresu języka i literatury albańskiej na Uniwersytecie Tirańskim. Już w czasie studiów pisał opowiadania, ale sławę przyniosły mu dramaty: Miłość w czasie wojny (Dasmë në luftë), Most (Ura) i Historia pewnej nocy (Historia e një nate). Większość jego dzieł nawiązywała do okresu II wojny światowej. W 1969 napisał dramat Szare plamy (Njollat e murrme), poświęcony walce z przeżytkami burżuazyjnej mentalności w społeczeństwie albańskim. W tym samym roku na IV Festiwalu Teatru Albańskiego w Tiranie zespół Teatru Andona Zako Cajupiego z Korczy przedstawił inscenizację Szarych plam, w reżyserii Mihallaqa Luarasiego, i zebrał wszystkie główne nagrody. Trzy dni później sztukę obejrzał Enver Hoxha, w towarzystwie ministra kultury Thomy Deliany. Hodża uznał, że sztuka Jero zawiera treści szkodliwe ideologicznie i wyszedł wcześniej z sali. Dzieło Jero zniknęło z afisza i przestano je wystawiać.
Po XI Festiwalu Piosenki (grudzień 1972), skrytykowanym przez władze partyjne, rozpoczęła się czystka w środowiskach artystycznych. Minusha Jero funkcjonariusze Sigurimi aresztowali 30 kwietnia 1973. Proces rozpoczął się w grudniu 1973. 9 lutego 1974 Sąd Okręgowy w Tiranie (przew. Irakli Bozo) uznał go winnym zbrodni agitacji i propagandy skierowanej przeciwko władzy ludowej i na mocy art. 73 Kodeksu Karnego skazał go na 8 lat pozbawienia wolności. Z czasem wyrok ten złagodzono do 6 lat i 8 miesięcy. Jero opuścił więzienie w Ballshu 28 grudnia 1978. W latach 1979–1987 pracował jako robotnik w zakładach przemysłu gumowego w Durrësie.
W 1990 należał do grona założycieli pierwszych struktur Demokratycznej Partii Albanii w Durrësie. Z inicjatywy Jero, w wieży bizantyjskiej twierdzy w Durrësie powstała w 1992 pierwsza w tym mieście kawiarnia kulturalna, która miała propagować dzieła miejscowych artystów. W 1998 został poszkodowany w wyniku wypadku samochodowego. Obrażenia, które odniósł przykuły go do łóżka, w którym spędził ostatnie lata swojego życia.
Był żonaty, miał jedno dziecko.

## Dzieła
- Minush Jero: Dasmë në luftë. Historia e një nate. Të pamposhtur. Drama. Tirana: 1971. (alb.). Brak numerów stron w książce
- Minush Jero: Les Taches sombres. Paris: 2002. ISBN 2-9516638-5-4. (fr.). Brak numerów stron w książce